# ベティ・アップルワイト
ベティ・アップルワイト（Betty Applewhite）は、アメリカ合衆国のABCで放送されている『デスパレートな妻たち』に登場する架空の人物。演じるのはアルフレ・ウッダード、日本語版吹替えは山像かおり。

## 人物・経歴
アフリカ系。シカゴからウィステリア通り4351番地（マリンズ邸）に二人の息子と共に越してきた。知的障害のある長男ケイレブが、次男マシューの元恋人メラニーに告白して拒絶され彼女を襲い死なせてしまったとベティに告白。そのためケイレブの殺人を隠匿すべく、住み慣れたシカゴを離れフェアビューに転居。
ピアニストをしており、レックスの葬儀の際ブリーの頼みでオルガン奏者を務めたり、スーザンのレッスンを引き受けたりしている。

## シーズン1
第22話で深夜に引っ越してくる。ケイレブの存在を隠すため、家の購入を仲介したイーディまで家に入れないようにし、表向きはマシューとの二人暮らしに見せかける。

## シーズン2
ケイレブを地下室に鎖をつけて監禁するが、ケイレブは暴れたりして反抗する。やがてメラニー殺害事件の容疑者が逮捕されるが、ベティは冤罪を生むのを嫌い、シカゴ警察に「容疑者は無実」だと投書に書いて捜査を白紙に戻す。ある日ケイレブが地下から脱出、ソリス邸で侵入事件を起こし、マイクに捕まって警察に引き渡される。ケイレブは身元不明として精神病院に収容されるが、ベティは一計を案じ病院から連れ戻す。メラニーの家族が雇った探偵モンローがアップルワイト家の居場所を突き止め、密かにケイレブを連れ出そうとするが誤って事故死する。ベティ親子はモンローの死体と彼の雇い主に気付いて恐怖する。さらに隠した死体が近所の人々に見つかり、隣人たちに疑われ出したベティは、引っ越しを決める。
マシューが秘密のない普通の生活を望み出し、ベティの反対を押し切ってケイレブを地下室から二階に移し、ダニエルと付き合い始める。そんな中ブリーがケイレブを目撃、友人達に知らせようとするが、ベティはブリーを脅してケイレブの存在について沈黙させる。マシューに累が及ぶのを恐れたダニエルが、兄アンドリューの轢き逃げ事故の秘密をベティに教えたのだった。ブリーは裏をかこうとケイレブに近づいてメラニーの名を聞きだし、観念したベティはブリーに事情を全て打ち明ける。やがて家が売れ、アップルワイト家の引っ越しが決まる。今の生活を続けたいマシューは、ケイレブを施設に入れようと、ケイレブによるダニエルへのレイプ未遂事件をでっちあげる。ケイレブが再び少女を襲ったと受け取ったベティは、息子の将来に絶望して毒殺を決意する。しかし毒を盛る直前マシューの陰謀に気づき、今度はマシューを地下室に監禁。ダニエルによって救出されたマシューは拳銃を奪ってダニエルと駆け落ちする。
引っ越す直前、メラニー事件の容疑者としてケイレブが逮捕される。尋問を受けたベティは、現場写真にマシューの上着を見つけ、殺人を犯したのは実はマシューだったと悟る。ケイレブに殴られたメラニーを介抱したマシューは、ケイレブを告訴すると騒ぐメラニーに苛立ち、思わず殴り殺してしまう。そして自分が殺したとケイレブが勘違いしているのを利用して、自分の犯罪を黙っていたのだった。生活資金を補充しに家に戻ったマシューは、自分は守ってもらえないが、母親にずっと深く愛されているケイレブなら守って貰えるからだ、とベティに黙っていた理由を告げる。マシューは娘ダニエルを引き留めるブリーを殺そうとしたところを、警察に射殺される。ベティはマシューの死を見届けると、ケイレブを連れてフェアビューを去る。